# Рапава Авксентій Нарикієвич
Авксентій Нарикієвич (Нарікович) Рапава (4 (16) травня 1899, село Корцхелі Зугдідського повіту Кутаїської губернії, тепер Самегрело, Республіка Грузія — розстріляний 15 листопада 1955, місто Тбілісі) — діяч органів держбезпеки, учасник репресій, генерал-лейтенант (9.07.1945), голова ЦВК і РНК Абхазької РСР. Депутат Верховної Ради СРСР 1—2-го скликань (1937—1950). 

## Біографія
Народився в родині шевця. Закінчив церковнопарафіяльну школу в місті Зугдіді, в 1915 році — початкове училище. Навчався в Кутаїській духовній семінарії, потім — у 3-й чоловічій гімназії. Заочно навчався в Тифліському університеті.
Член Кутаїської організації «Спартак». Член РКП(б) з 1919 року.
З жовтня 1919 по 1920 рік — рядовий нестройової роти 5-го Сігнахського прикордонного загону Грузинська армії в Тифлісі. Встановив зв'язок з Тифліським підпільним міським комітетом РКП(б), дезертирував з армії, побоюючись арешту, і переховувався в Тифлісі.
У березні — травні 1921 року — пропагандист Тифліського міського комітету КП(б) Грузії. У травні 1921 — лютому 1922 року — завідувач агітаційно-пропагандистського відділу Зугдідського повітового комітету ЛКСМ Грузії. У лютому 1922 — травні 1923 року — завідувач агітаційно-пропагандистського відділу Зугдідського повітового комітету КП(б) Грузії.
У травні 1923 — червні 1924 року — старший інспектор Народного комісаріату робітничо-селянської інспекції Грузинської РСР.
У серпні 1924 — лютому 1925 року — уповноважений особливого відділу Грузинської надзвичайної комісії (ЧК). У лютому 1925 — травні 1927 року — заступник начальника особливого відділу ЧК—ДПУ при РНК РСР Грузія. У травні 1927 — липні 1929 року — начальник особливого відділу ДПУ при РНК РСР Грузія. У липні 1929 — липні 1930 року — начальник адміністративно-організаційного управління Повноважного представництва ОДПУ по Закавказькій РФСР і ДПУ при РНК РСР Грузія.
У липні 1930 — грудні 1931 року — голова ДПУ Аджарської АРСР. Одночасно у серпні 1930 — грудні 1931 року — начальник 37-го Батумського прикордонного загону ОДПУ.
У грудні 1931 — квітні 1933 року — заступник голови ДПУ при РНК РСР Грузія.
У квітні 1933 — липні 1934 року — начальник дорожньо-транспортного відділу ОДПУ Закавказької залізниці. У липні 1934 — лютому 1935 року — начальник дорожньо-транспортного відділу ГУДБ НКВС Закавказької залізниці. У лютому 1935 — січні 1936 року — начальник транспортного відділу УДБ НКВС Закавказької РФСР.
У січні 1936 — січні 1937 року — заступник народного комісара внутрішніх справ Закавказької РФСР. Одночасно у жовтні 1936 — серпні 1937 року — начальник Управління шосейних доріг Народного комісаріату внутрішніх справ Грузинської РСР.
У січні — жовтні 1937 року — заступник народного комісара внутрішніх справ Грузинської РСР. У серпні — листопаді 1937 року — начальник 3-го відділу УДБ НКВС Грузинської РСР.
2 листопада 1937 — 14 липня 1938 року — в.о. голови Центрального виконавчого комітету (ЦВК) Абхазької АРСР.
14 липня — 30 листопада 1938 року — голова Ради народних комісарів Абхазької АРСР.
19 грудня 1938 — 26 лютого 1941 року — народний комісар внутрішніх справ Грузинської РСР. 26 лютого — 31 липня 1941 року — народний комісар державної безпеки Грузинської РСР. 31 липня 1941 — 7 травня 1943 року — народний комісар внутрішніх справ Грузинської РСР. 7 травня 1943 — 12 січня 1948 року — народний комісар (міністр) державної безпеки Грузинської РСР.
25 січня 1948 — 17 листопада 1951 року — міністр юстиції Грузинської РСР. На посту міністра юстиції просував на всі посади мінгрелів.
Заарештований у зв'язку з «мінгрельскою справою» в листопаді 1951 року (разом з ним чищенню і репресіям піддалися мінгрели в апараті Мін'юсту Грузії), у квітні 1953 року звільнений з ув'язнення.
З 15 квітня по 17 липня 1953 року — міністр державного контролю Грузинської РСР.
Знову заарештований 17 липня 1953 року «в справі Берії». 19 вересня 1955 року засуджений до смертної кари. Розстріляний у Тбілісі.

## Звання
- старший майор державної безпеки (13.01.1936)
- комісар державної безпеки 3-го рангу (13.04.1940)
- генерал-лейтенант (9.07.1945)

## Нагороди
- орден Леніна (22.07.1937)
- орден Трудового Червоного Прапора (24.02.1941)
- орден Трудового Червоного Прапора Грузинської РСР (12.04.1931)
- орден Суворова ІІ ст. (8.03.1944)
- два ордени Вітчизняної війни І ст. (3.12.1944, 24.02.1946)
- два ордени Червоного Прапора (20.09.1943, 3.11.1944)
- орден Червоної Зірки (26.04.1940)
- медаль «За оборону Кавказу»
- медаль «За перемогу над Німеччиною у Великій Вітчизняній війні 1941—1945 рр.»
- медалі
- знак «Почесний працівник ВЧК-ДПУ (XV)» (20.12.1932)